# Bornem

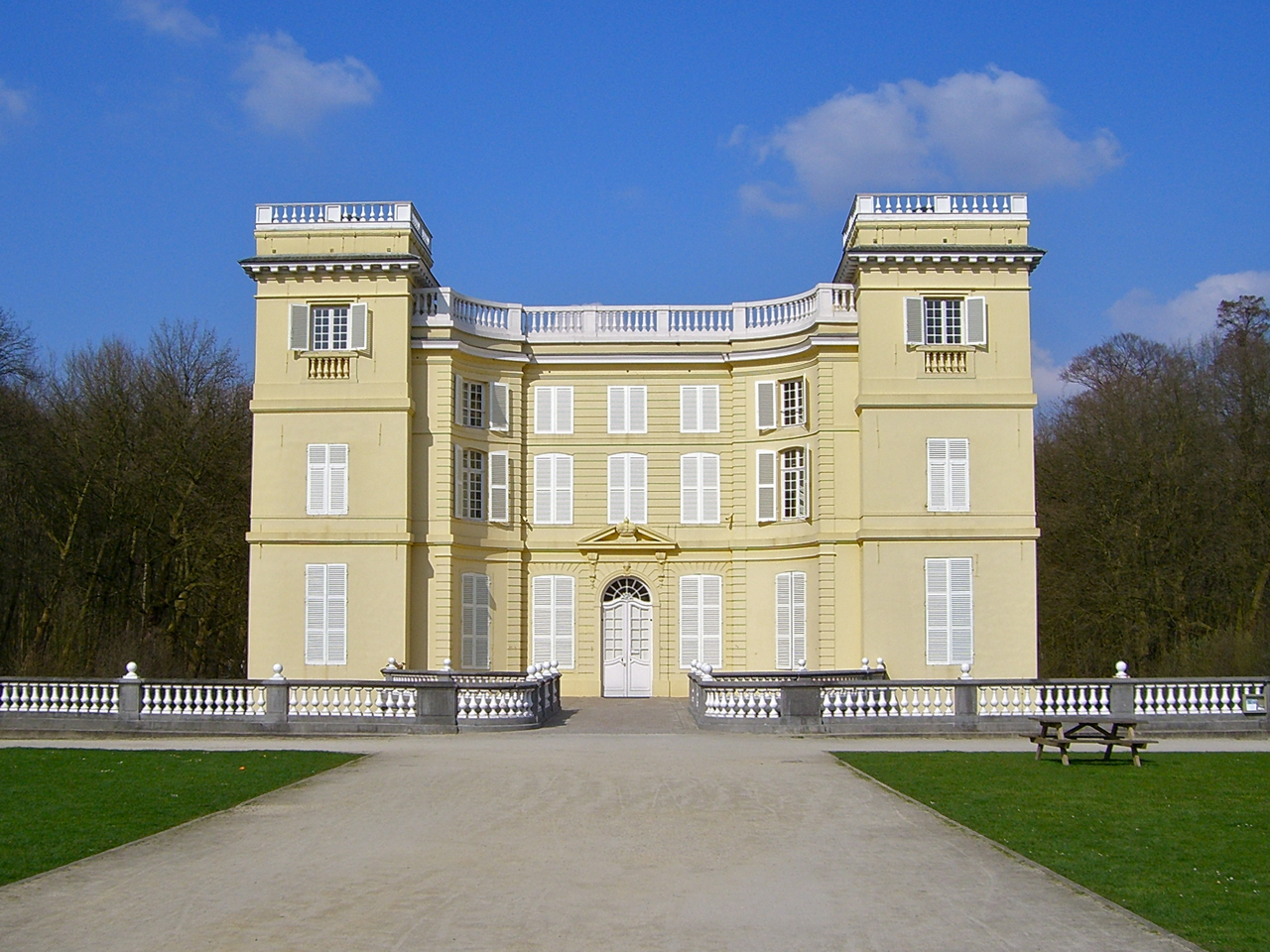
Kasteel d’Ursel im Ortsteil Hingene

Bornem ist eine Gemeinde im Bezirk Mechelen der belgischen Provinz Antwerpen und zählt 22.076 Einwohner (Stand 1. Januar 2024). Die Gemeinde liegt am rechten Ufer der Schelde gegenüber der Gemeinde Temse, mit der Bornem mittels einer Brücke, die Teil der Landesstraße N16 ist, verbunden ist. Die Gemeinde umfasst die Dörfer Mariekerke, Weert, Hingene, Wintam und Eikevliet. Bornem erstreckt sich über eine Fläche von 45,76 km² und weist somit eine Bevölkerungsdichte von 482 Einwohnern/km² auf.

## Sehenswürdigkeiten und Veranstaltungen
Es gibt viele Sehenswürdigkeiten in Bornem, wie das 1888 gebaute neogotische Schloss von Marnix van Sint-Aldegonde und die Zisterzienserabtei St. Bernhard (erbaut 1666), die für ihre mehr als 40.000 Bücher umfassende Bibliothek bekannt ist. Zu besichtigen gibt es in Bornem die ehemalige Festung aus der Verteidigungslinie von Antwerpen. Für Spaziergänger und Radfahrer bieten die malerischen Deiche entlang der Schelde viele Möglichkeiten.
Jedes Jahr findet im August der Dodentocht statt, ein 100-km-Marsch in und um Bornem.

## Lage und Infrastruktur
Die nächsten Autobahnabfahrten befinden sich im Osten bei Mechelen an der A1/E 19 und bei Sint-Niklaas im Westen an der A14/E 17. Die Gemeinde besitzt einen Regionalbahnhof an der Bahnlinie Sint-Niklaas–Puurs–Mechelen.
Der Flughafen Antwerpen ist der nächste Regionalflughafen und Brüssel-Zaventem nahe der Hauptstadt ist ein internationaler Flughafen.

## Partnerschaften
- Gordes (Frankreich)
- Bornheim (Nordrhein-Westfalen)

## Persönlichkeiten
- Albert Sercu (1918–1978), Radrennfahrer
- Joseph Mees (1923–2001), Diplomat des Heiligen Stuhls
- Eddy Pauwels (1935–2017), Radrennfahrer
- Clément Leemans (* 1941), Radrennfahrer, geboren in Hingene
- Jan De Maeyer (* 1949), Komponist und Oboist
- Frank Van De Vijver (* 1962), Radrennfahrer
- Kristof van Assche (* 1973), Stadtplaner
- Simon Plaskie (* 2001), Volleyballspieler
- Gianluca Pollefliet (* 2002), Radrennfahrer